# ヘンリー・モートン・スタンリー

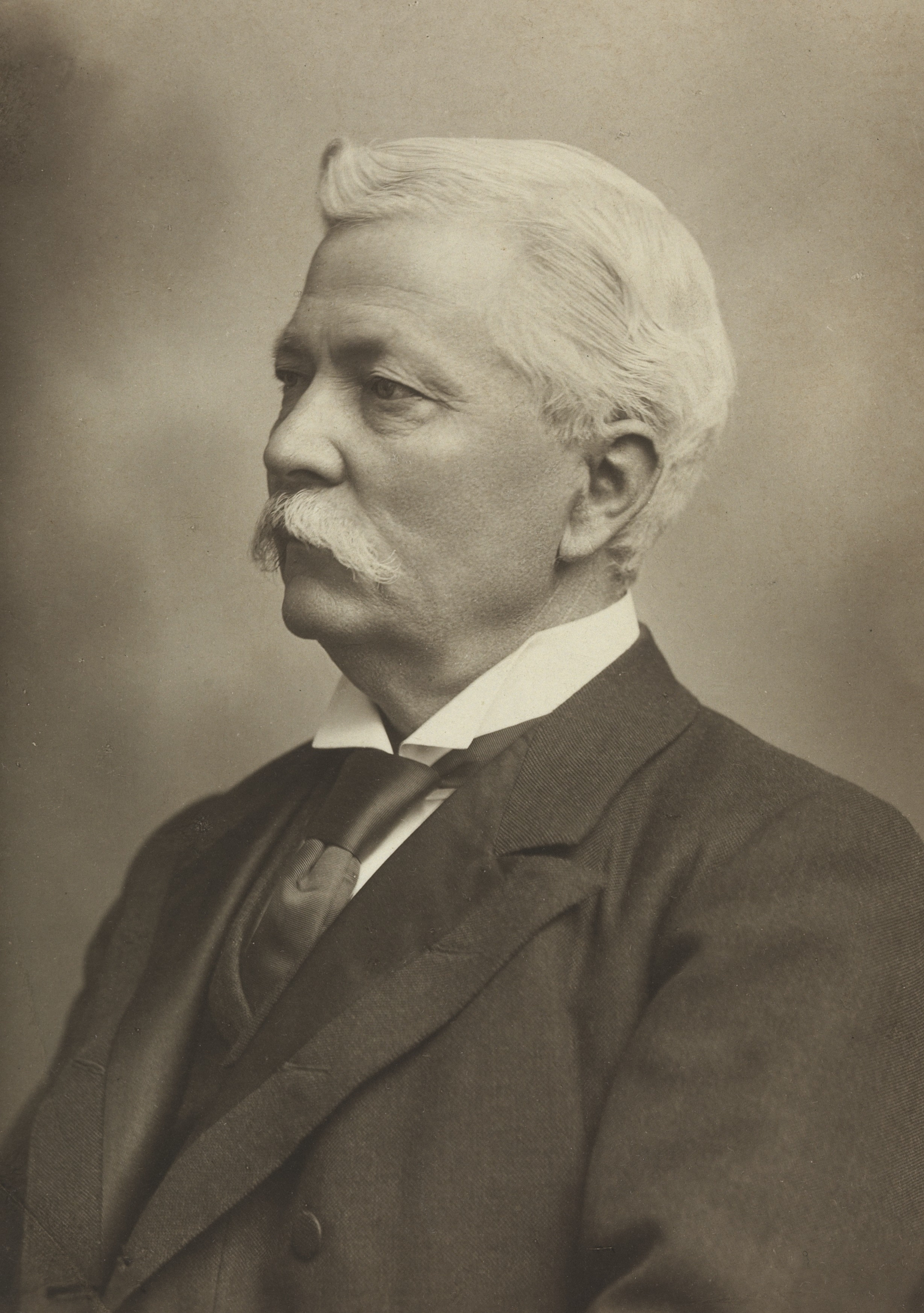
ヘンリー・モートン・スタンリー

ヘンリー・モートン・スタンリー（Sir Henry Morton Stanley, GCB、1841年1月28日 – 1904年5月10日）は、イギリス・ウェールズのジャーナリスト、探検家。アフリカの探検および遭難したデイヴィッド・リヴィングストンを発見した人物として有名。

## 生い立ち
ウェールズ北部のデンビーにて、父ジョン・ローランズと母エリザベス・パリーの私生児ジョン・ローランズ (John Rowlands) として生まれる。父親が2歳の時に亡くなり、母親が彼の世話をしなかったために、5歳まで祖父の元で、15歳までセント・アサフの救貧院で育つ。10歳の頃に母と兄弟が救貧院を訪れたがジョンは誰か分からなかったという。初等教育終了後はナショナル・スクール (National school (England and Wales)) で学生教師をしていた。18歳で新しい生活を求めアメリカに向けて出発し、ニューオーリンズで商人ヘンリー・モートンの養子となり、ヘンリー・モートン・スタンリーと改名する。南北戦争の際には南軍に参加しシャイローの戦いなどに従軍した。

## 記者
1867年インディアン和平委員会のサミュエル・F・タッパン大佐 (Samuel F. Tappan) に誘われスタンリーは複数紙の海外特派員となった。すぐにジェームズ・ゴードン・ベネット・シニア (James Gordon Bennett, Sr.) に気に入られ『ニューヨーク・ヘラルド』の専属となり、イギリス軍のアビシニア遠征の従軍記者となった。1869年、ジェームズ・ゴードン・ベネット・ジュニアにデイヴィッド・リヴィングストン捜索に加わるように要請された。スタンリーによれば、手付け金が1000￡で成功報酬も同額だったという。1870年10月にボンベイを発ち、翌年3月にザンジバルに到着、200人以上のポーターを雇ったが、サラブレッドはツェツェバエに咬まれたことで2～3日で死に、ポーターも熱帯病に罹り多くが斃れた。探検を続けるためにスタンリーは従者を鞭打った。それから内陸に向かって11月10日にタンガニーカ湖畔のウジジでリヴィングストンを発見した。その際に発した「リヴィングストン博士でいらっしゃいますか？（Dr. Livingstone, I presume?）」は、のちにイギリスで思いがけず人と対面した時の慣用句として使われるほど有名な言葉となった。

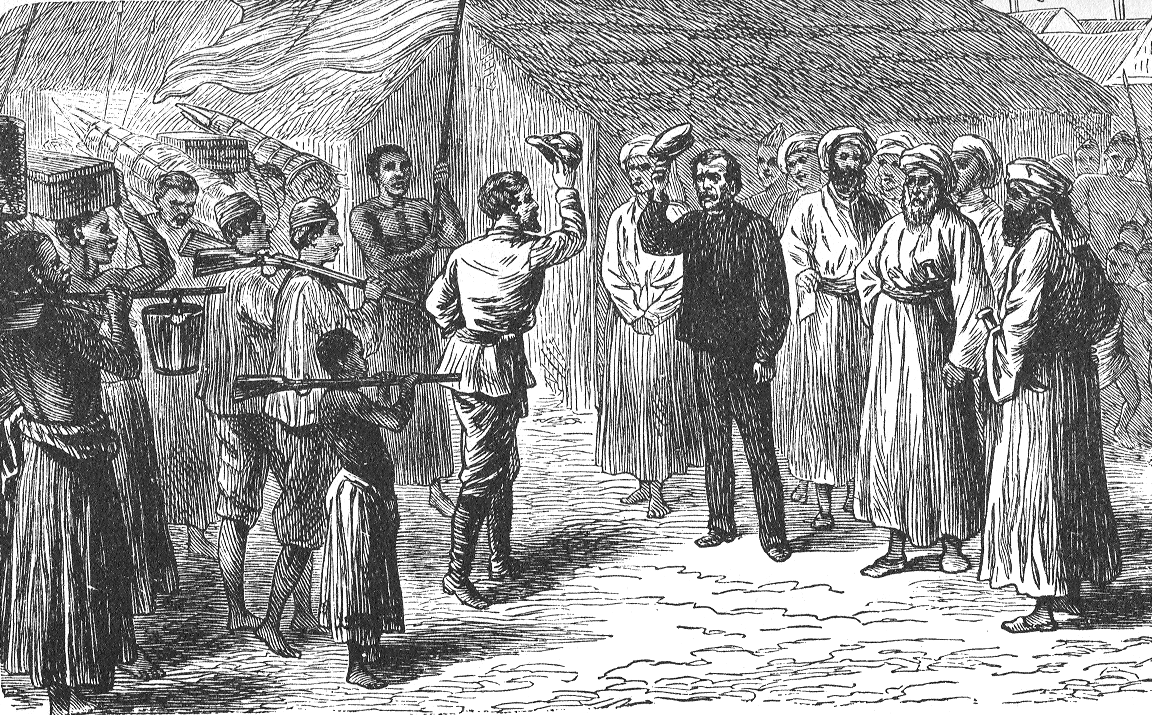
『Comment j’ai retrouvé Livingstone』の挿絵に描かれた、リヴィングストンと出会うスタンリー一行

1872年7月にイギリスに戻り、『ニューヨーク・ヘラルド』と『デイリー・テレグラフ』に手記を公表すると、スタンリーは私人として最大級の歓迎を受けた。
1873年には、リヴィングストンの消息を明らかにしたことに対して、王立地理学会から金メダル（パトロンズ・メダル）を贈られた。

## コンゴ
1874年ヘラルドは『デイリー・テレグラフ』と共同で出資し、スタンリーらはビクトリア湖、アルバート湖を経てアフリカを横断しコンゴ川の流路を確認した。999日後の1877年8月9日スタンリーらはポルトガル領であるコンゴ川河口に到着した。356人で出発し114人が生き残り、欧米人はスタンリーのみであった。冒険記『暗黒大陸を抜ける（Through the Dark Continent）』は征服行のように描かれた。
1876年には科学的・友愛的な装いをしつつベルギー王レオポルド2世の私的団体であった国際アフリカ協会の依頼でスタンリーは「文明化をもたらす」という口実で派遣され、現地の首長たちと条約を交わした。しかし、建設した道路は奴隷貿易に利用され、王の野望が露見してもスタンリーはその任務に留まった。これらにより後半生のスタンリーは、彼の冒険が暴力と残虐に満ちていたという批判に反論するために多くの時間を費やすことになった。スタンリーは「野蛮人は武力、権力、剛胆、決断しか尊重しない。」と主張した。スタンリーはコンゴ自由国建設と「エミン・パシャ救出」の際の暴力の責任の他、トリパノソーマ症の感染地域拡大についても責任を問われている。スタンリーはアフリカを離れたあと、英国の市民権を得て議会のために働いたが、亡くなった際、コンゴ自由国の件を理由にウェストミンスター寺院への埋葬を拒否された。
1889年にはルウェンゾリ山地を最初に目撃したヨーロッパ人となる。それ以前の欧州からの探検家たちは、山地が絶えず発生している山を覆う雲に遮られ、視認することができなかった。スタンリーはナイル川の水源をこの山地と判断している。ルウェンゾリ山地の最高峰はスタンリー山群 (Mount Stanley、5109m)と名付けられている。1885年に肖像画を描かれるために知り合った画家のドロシー・テナント（1885－1926）と知り合い、1890年に結婚した。

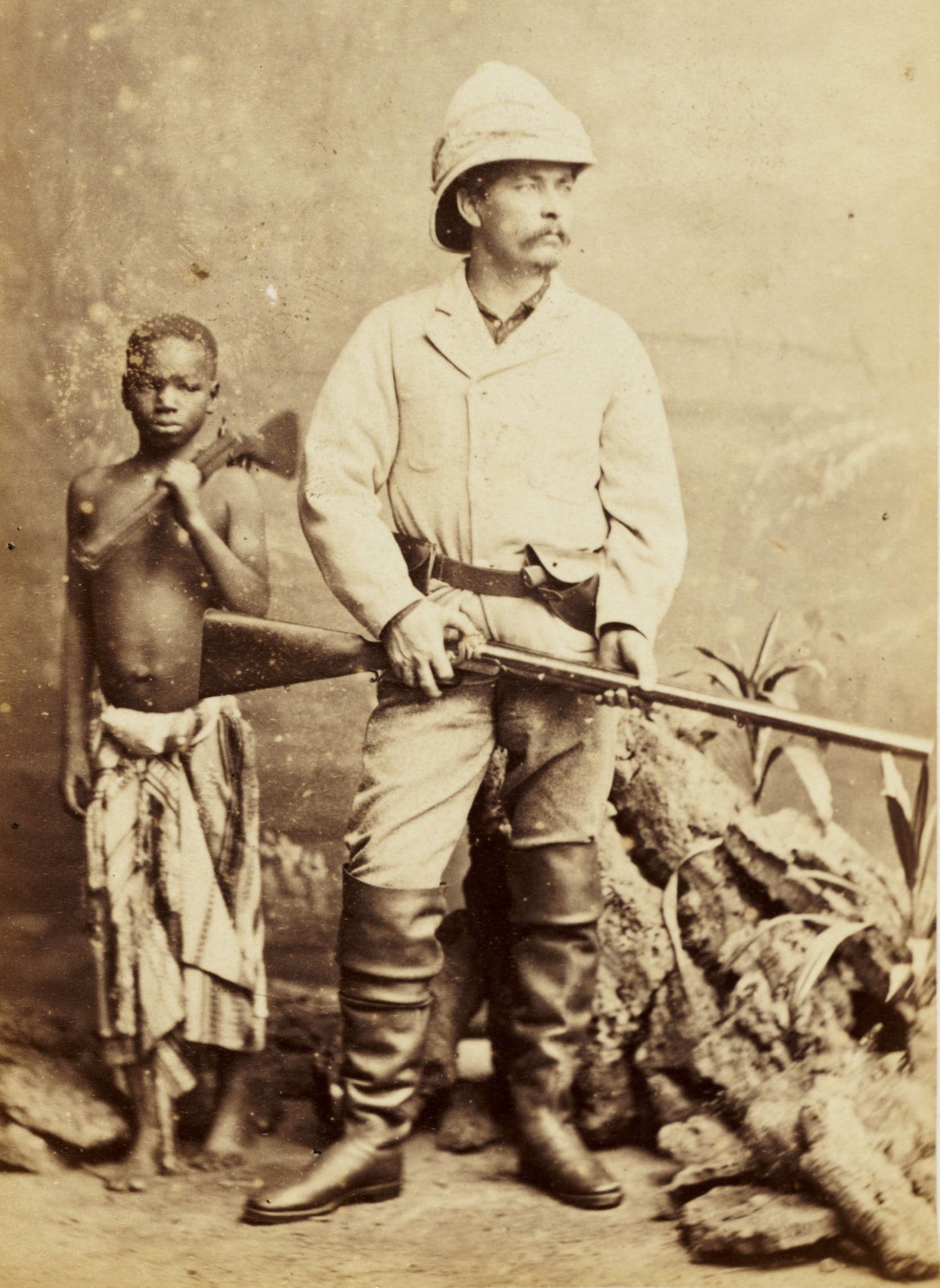
1872年のスタンリーと、アフリカ人奴隷の養子

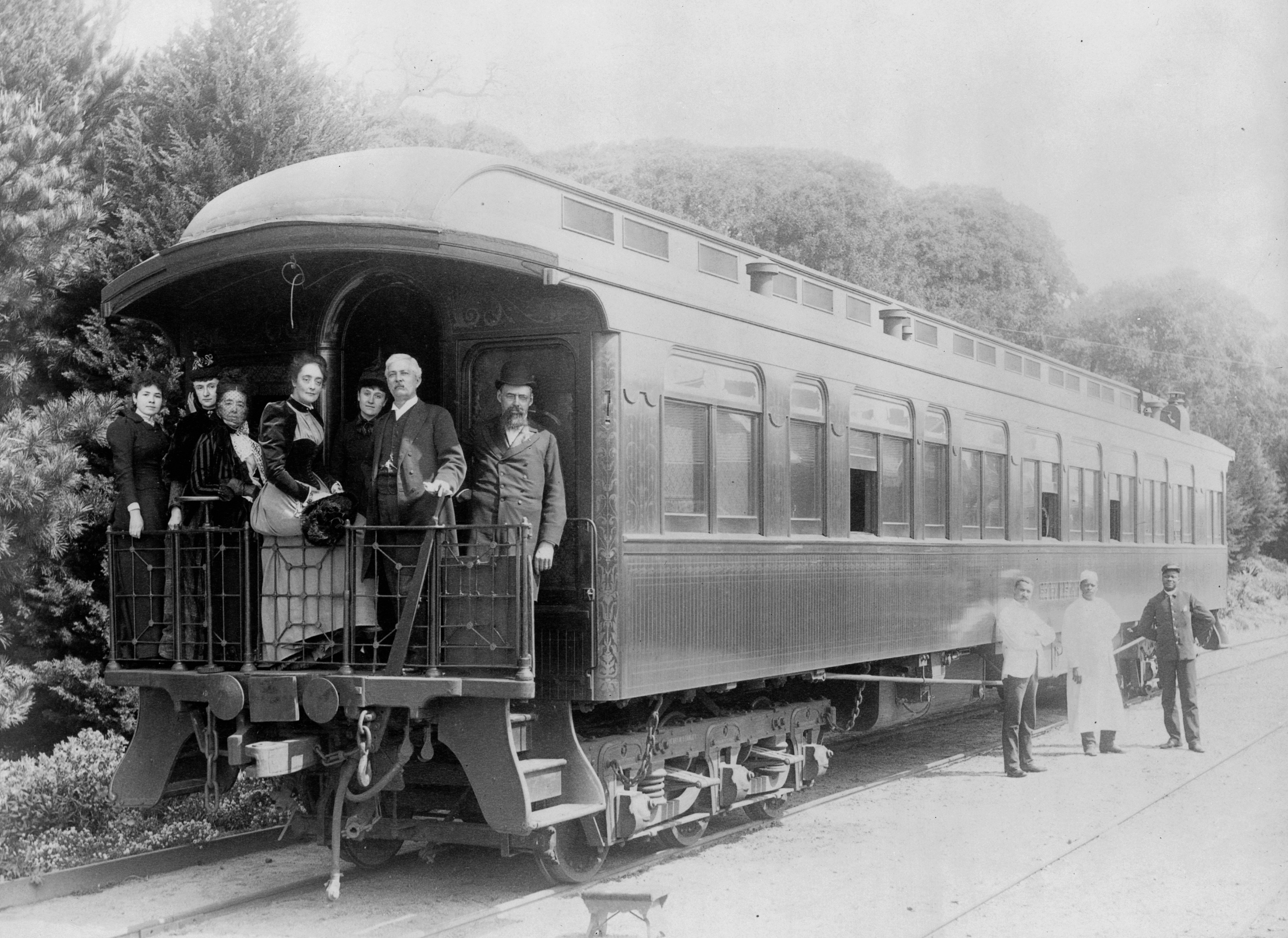
モントレーで展望車を背にしたスタンリー一行（1891年3月19日）

## スタンリーからの命名
スタンレー電気の社名はスタンリーにあやかってつけられた。
コンゴ川中流に位置する湖、マレボ湖の旧名であるスタンリープール（Stanley Pool）も、レオポルド2世の命によってザイール川を探検した彼の名に因む。

## 著書邦訳
- 『リヴィングストン発見記』村上光彦,三輪秀彦訳 世界ノンフィクション全集 第6 筑摩書房 1960
- 『暗黒大陸』宮西豊逸訳 世界教養全集 平凡社 1961
- 『緑の魔界の探検者 リビングストン発見記』仙名紀訳 小学館 地球人ライブラリー 1995
- 『リビングストン発見隊』山口進訳 小沼直人絵 講談社青い鳥文庫 1997

## 関連文献
- 藤田緑「リヴィングストンの見る東アフリカのアラブ商人」『国際文化研究科論集』7巻、pp.57-71, 東北大学大学院国際文化研究科、1999年12月20日。